# 음성 보현암 석조아미타여래좌상
음성 보현암 석조아미타여래좌상(陰城 普賢庵 石造阿彌陀如來坐像)은 충청북도 음성군 금왕읍, 보현암에 있는 불상이다. 2007년 11월 23일 충청북도의 유형문화재 제284호로 지정되었다.

## 개요
석조아미타여래좌상이 봉안되어 있는 곳은 일명 탑골사지라는 옛절터에 세워진 보현암이다. 1970년경 금왕읍 오선리 오선초등학교 교정에서 출토되어 보현암에 봉안되어 있다.
음성 보현암 석조아미타여래좌상은 1매의 화강석을 주형거신광 형태로 다듬어좌불상과 광배를 정교하게 조각하였으며, 불상의 현존 상태는 오른쪽 무릎 부분이 일부 파손이 되었지만 대체로 양호한 편이다. 불상의 조성시기는 대략 고려중기에서 조선 초기로 추정하고 있다.
불상의 머리에는 육계의 형태가 낮게 남아 있고 보발은 양옆으로 땋아 귀 뒤로 돌려졌으며 오른쪽은 귀밑까지 내려 어깨에 닿았다.
얼굴은 원만상이며 이마에는 백호공이 있고, 눈은 반개한 듯 하나 마멸되어 있다. 귀는 길게 늘어져 있으며, 목에는 삼도가 없는 대신에 1조의 태선으로 표현된 영락이 장식되어 있다.
법의는 우견편단이며, 군의와 매듭이 굵게 표현되어 있다. 수인은 아미타불에서 흔히 보이는 손 모양으로 양손을 복부에 마주 잡고 있는 모습이다.
주형거신광 전체에 화염문을 비교적 정교하게 나타내었다.
좌불상과 광배가 1매로 조성되어 아미타불로서 규모가 크거나 조각양식이 정교한 상은 아니나, 얼굴의 표정이 잘 표현되어 있고 웅크린 자세와 반단의 대의 그리고 아미타정인의 수인 등이 고려 말이나 조선 전기의 라마계통 불상의 특징을 따르고 있는 상으로 추정되는 특이한 양식이다.

## 같이 보기
- 오선초등학교

## 참고 자료
- 음성 보현암 석조아미타여래좌상 - 국가유산청 국가유산포털